# Boutferda
Boutferda (franska: Boutferda (CR), Boutferda (Commune Rurale), arabiska: أيت أم البخث) är en kommun i Marocko.   Den ligger i provinsen Béni Mellal och regionen Béni Mellal-Khénifra, i den nordöstra delen av landet, 220 km sydost om huvudstaden Rabat. Antalet invånare är 6 333.